# Váncsod
Váncsod là một thị trấn thuộc hạt Hajdú-Bihar, Hungary. Thị trấn này có diện tích 34,43 km², dân số năm 2010 là 1226 người, mật độ 36 người/km².